# Codex Petropolitanus Purpureus

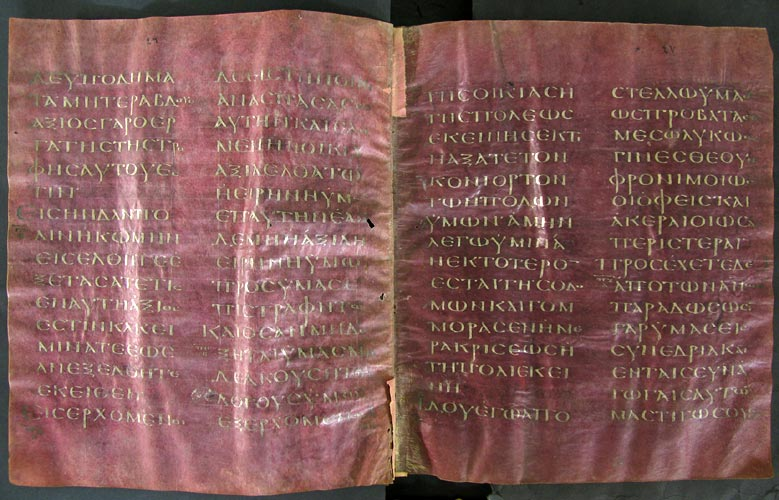
Evangelio de Mateo 10,10-17

El Codex Petropolitanus Purpureus (San Petersburgo, Biblioteca Nacional Rusa (Gr. 537); Gregory-Aland no. N o 022) es un manuscrito uncial purpúreo del siglo VI. El códice contenía los cuatro Evangelios.
El códice consiste de un total de 231 folios de 32 x 27 cm. El texto está escrito en dos columnas por página, con alrededor de 16 líneas por columna.
Lagunas
Evangelio de Mateo
1,1-24; 2,7-20; 3,4-6,24; 7,15-8,1; 8,24-31; 10,28-11,3; 12,40-13,4; 13,33-41; 14,6-22; 15,14-31; 16,7-18,5; 18,26-19,6; 19,13-20,6; 21,19-26,57; 26,65-27,26; 26,34-28,20;
Evangelio de Marcos
1,1-5,20; 7,4-20; 8,32-9,1; 10,43-11,7; 12,19-24,25; 15,23-33; 15,42-16,20;
Evangelio de Lucas
1,1-2,23; 4,3-19; 4,26-35; 4,42-5,12; 5,33-9,7; 9,21-28; 9,36-58; 10,4-12; 10,35-11,14; 11,23-12,12; 12,21-29; 18,32-19,17; 20,30-21,22; 22,49-57; 23,41-24,13; 24,21-39; 24,49-53;
Evangelio de Juan
1,1-21; 1,39-2,6; 3,30-4,5; 5,3-10; 5,19-26; 6,49-57; 9,33-14,2; 14,11-15,14; 15,22-16,15; 20,23-25; 20,28-30; 21,20-25.
El texto griego de este códice es una representación del tipo textual bizantino. Kurt Aland lo ubicó en la Categoría V.